# Tylototriton asperrimus
Tylototriton asperrimus é uma espécie de anfíbio caudado pertencente à família Salamandridae. Pode ser encontrada na China e no Vietnã.